# Храм Менты

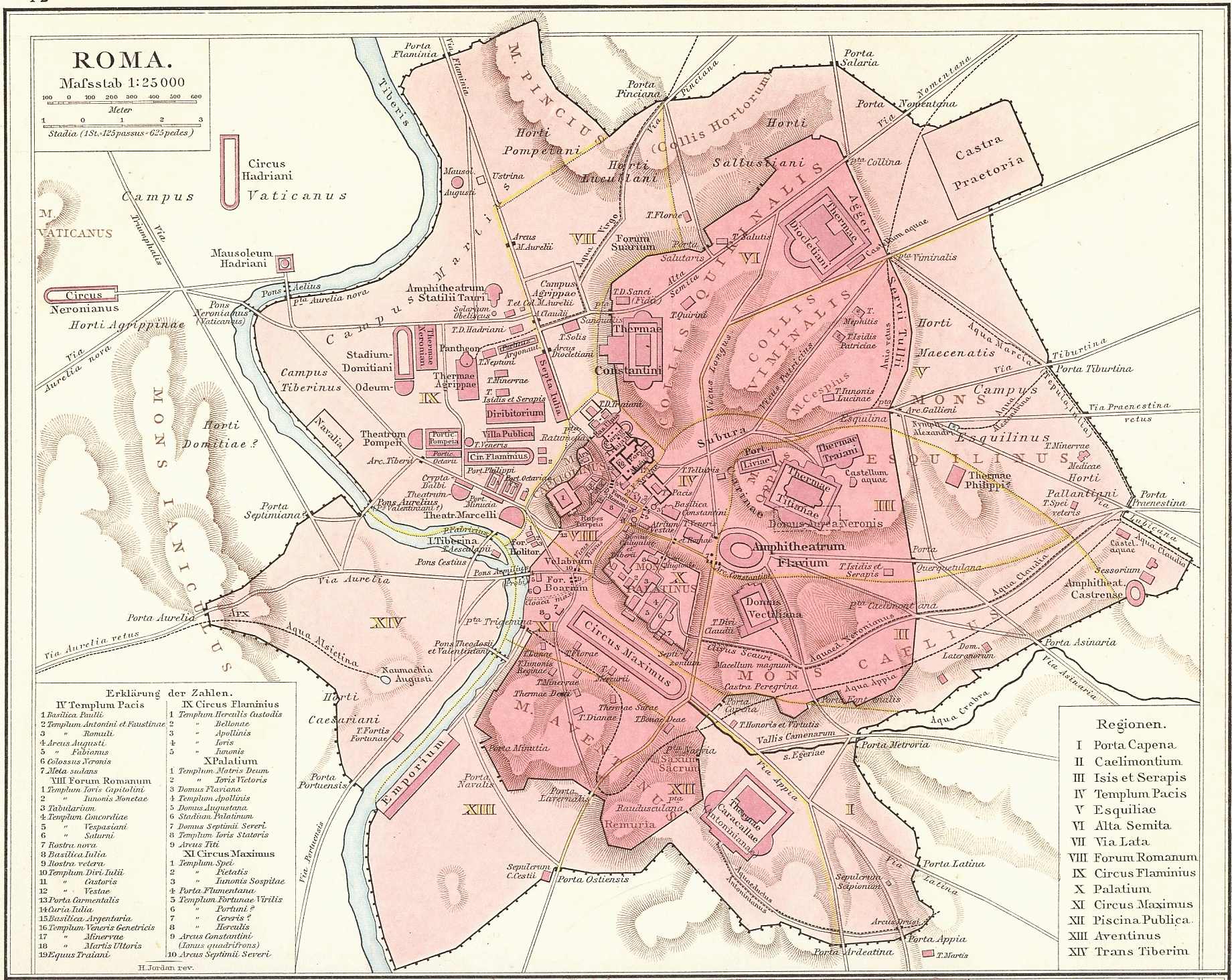
План древнего города Рима

Храм Менты (лат. Aedes Menti) ― ныне утраченное древнеримское культовое сооружение в честь богини Менты (также известна как Менс).
В римской мифологии Мента считалась олицетворением сознания, мышления и разума. Храм в честь богини был возведён в 217 году до н.э. Клятву о постройке храма дал претор Тит Отацилий Красс. Причиной к этому стала катастрофическая для римлян битва при озере Тразимено, где Ганнибал крупную победу. Обратившись к священным Книгам Сивил, претор решил построить новый храм в надежде повернуть ход войны с карфагенянами в сторону римлян. 8 июня 215 года храм был торжественно открыт. В 107 году до н.э. он был реконструирован по инициативе консула Марка Эмилия Скавра. Последнее упоминание о храме датируется временем правления императора Гальбы. Считается, что сооружение, вероятно, было уничтожено в результате большого пожара на Капитолии в 69 или 80 годах н.э.
Храм был построен на Капитолийском холме и, вероятно, находился недалеко от большого храма Юпитера. Здание было отгорожено узким проходом от Храма Венеры Эриксинской, который был построен и освящён в том же году, что и храм Менты.